# Gergely Regős
Gergely Regős (27 aprile 1996) è un pentatleta ungherese.

## Biografia
Si è messo in mostra ai Giochi olimpici giovanili estivi di Nanchino 2014 vincendo l'argento nella prova individuale. Nella gara a squadre mista si è classificato quindicesimo, gareggiando in coppia con l'australiana Marina Carrier.
Agli europei di Székesfehérvár 2018 ha vinto l'argento a squadre con Bence Demeter e Ádám Marosi.

## Palmarès
- Europei

Székesfehérvár 2018: argento a squadre;
- Giochi olimpici giovanili

Nanchino 2014: argento nell'individuale;